# Université d'État de Nijni Novgorod
L'université d'État de Nijni Novgorod ou université d'État Lobatchevski de Nijni Novgorod (en russe : Нижегородский государственный университет им. Н. И. Лобачевского (ННГУ)) est l'université principale de la ville de Nijni Novgorod en Russie.

## Présentation

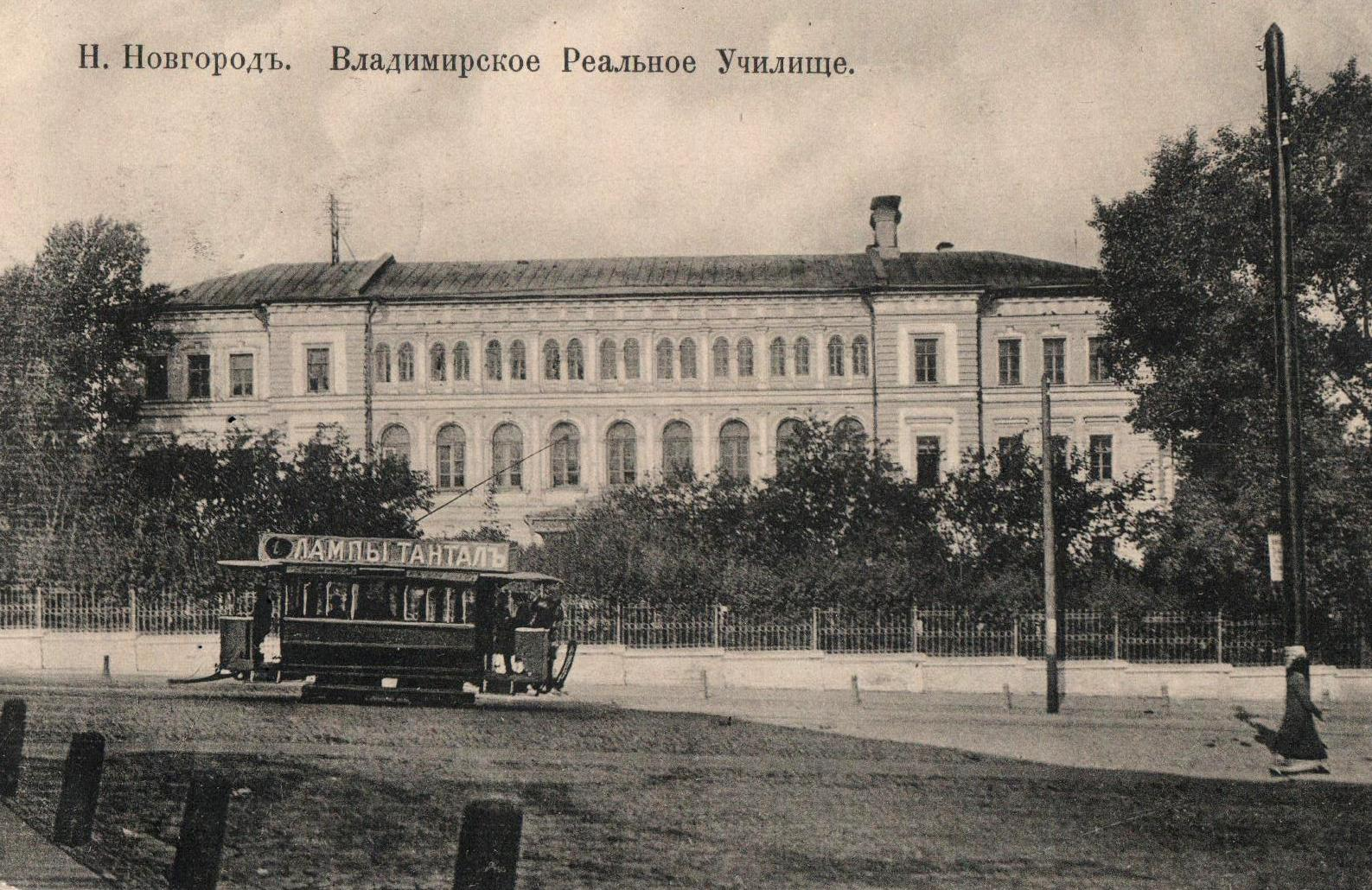
Collège technique Vladimir, après 1916: Université populaire de Nijni Novgorod

L'université d’État Lobatchevski de Nijni Novgorod (UNN) a été fondée en 1916, sous le nom d'université populaire. En 1918, elle est devenue la première université à être nouvellement ouverte en Russie soviétique. En 1956, l'UNN a été nommée à la mémoire d'un grand mathématicien russe, Nicolas Lobatchevski. Depuis 1991, elle a développé des partenariats avec 90 établissements d'enseignement à travers le monde.
À l'heure actuelle[Quand ?], l'UNN est une des meilleures universités classiques de Russie et gagnante de tous les concours nationaux dans le domaine de l'éducation et des recherches[réf. nécessaire]. En 2009, le Gouvernement de la Russie lui a conféré le statut d' « Université nationale de recherche ».
Aujourd'hui[Quand ?], l'université rassemble environ 30 000 étudiants (y compris plus de 1 000 aux programmes doctoraux) ; à peu près 1 200 candidats ès sciences (Ph.D) et plus de 450 docteurs ès sciences enseignent à l'UNN à titre permanent. Actuellement[Quand ?], les étudiants et stagiaires de plus de 65 pays[réf. souhaitée] (Amérique du Nord, Amérique du Sud, Afrique, Asie, Europe, CEI) ont choisi l'UNN pour leur formation professionnelle.
L’UNN est reconnue partout dans le monde. Elle fait partie de l’Association des universités-clefs de la Russie, de l’Association européenne des universités (EUA), du Comité exécutif du Réseau européen des académiciens et des doyens (DEAN). L'université noue des liens directs avec plus de 90 établissements d'enseignement et de recherches à travers le monde. Elle collabore avec les institutions de l'Académie des Sciences de Russie, aussi bien qu'avec des firmes transnationales spécialisées en hautes technologies (MICROSOFT, INTEL, CISCO, SBERBANK, YAZAKI, NVIDIA, etc.).
En 2016, elle occupe la 19e position dans le classement académique des universités nationales. L'université est placée 76e par le QS World University Ranking BRICS. Pour son excellence, trois étoiles QS lui ont été conférées en nominations “Education”, “Innovations”, “Infrastructure” et “Placement des promus”. L'UNN a reçu une subvention du Gouvernement de la Russie pour améliorer sa compétitivité internationale, y compris dans les cotes mondiales des universités haut-de-gamme.[réf. nécessaire]

## Facultés
- Faculté de biologie (1916)
- Faculté de chimie (1918)
- Institut d'enseignement militaire (1926)
- Faculté de radiophysique (1945)
- Faculté de physique (1959)
- Faculté de mécanique et de mathématiques
- Faculté d'économie (1959)
- Faculté d'analyse numérique et de cybernétique (1963)
- Faculté de philologie (1986, issue de l'ancienne faculté d'histoire et de philologie)
- École supérieure de physique générale et appliquée (1991)
- Faculté de droit (1991)
- Faculté de gestion (1994)
- Faculté de finances (1995)
- Faculté de sciences sociales (1996)
- Faculté de culture physique et de sport (2001, issue de la chaire de sport fondée en 1948)
- Institut de relations internationales et d'histoire mondiale (2013, issue de la faculté d'histoire et de celle de relations internationales)
- Faculté des étudiants internationaux(2005)

## Instituts de recherche
- Institut de chimie
- Institut psychotechnique
- Institut de mécanique
- Institut de mathématiques appliquées et de cybernétique
- Institut de biologie moléculaire et d'écologie régionale
- Institut en recherches stratégiques
- Institut des aspirants et des doctorants (depuis 2003)
- Institut des systèmes vivants